# Carlos Talavera Ramírez
Carlos Talavera Ramírez (México, 10 de noviembre de 1923-2 de julio de 2006) fue un obispo mexicano católico que fungió como obispo auxiliar en la arquidiócesis de México y fue el primer obispo de la diócesis de Coatzacoalcos.

## Biografía
Fue ordenado sacerdote el 18 de diciembre de 1948 sirviendo como sacerdote en la arquidiócesis de México hasta que fue elegido como obispo auxiliar de México el 15 de enero de 1980, cargo en el que sirvió por cuatro años hasta que el 14 de marzo de 1984 el papa Juan Pablo II lo nombró primer obispo de la recién creada diócesis de Coatzacoalcos hasta su retiro el 24 de septiembre de 2002. Siendo obispo emérito de la diócesis falleció el 2 de julio de 2006.